# Isartor
Isartor na Isartorplatzu v Münchnu so ena od štirih glavnih vrat srednjeveškega mestnega obzidja. To je bila utrdba za obrambo in so najbolj vzhodna od treh preostalih gotskih mestnih vrat v Münchnu (druga so še Sendlinger Tor in Karlstor). Vrata (nemško Tor) so v bližini reke Isar in so poimenovana po reki.

## Arhitektura
Isartor so bile zgrajene leta 1337 v okviru širitve Münchna in gradnje drugega mestnega obzidja med letoma 1285 in 1337, in so bila dokončana pod cesarjem Ludvikom IV.. Vrata so imela najprej 40 metrov visok stolp z glavnimi vrati. Šele z gradnjo obrambnega jarka sta bila dodana dva bočna stolpa, ki sta služila kot barbakan. Isartor so danes edina srednjeveška vrata v Münchnu, ki so ohranila srednji glavni stolp. Z obnovo leta 1833-35 Friedricha von Gärtnerja so bile ponovno ustvarjene dimenzije in videz blizu prvotni strukturi. Freske, ki jih je leta 1835 ustvaril Bernhard von Neher, prikazujejo zmagovito vrnitev cesarja Ludvika po bitki pri Mühldorfu leta 1322.
Danes je v Isartor hišni muzej, ki je posvečen komiku in igralcu Karlu Valentinu. Vključena je tudi  kavarna za obiskovalce.
Isartortheater, ki je v začetku 19. stoletja ustvaril mono igre in govorne igre, je bil uničen v drugi svetovni vojni .. Srednjeveška vrata so bila po poškodbah zaradi granatiranja obnovljena.
Isartorplatz ima postajo S Bahn, ki se po vratih imenuje Isartor in 2 tramvajski progi.